# Jambon (Gemawang)
Jambon is een bestuurslaag in het regentschap Temanggung van de provincie Midden-Java, Indonesië. Jambon telt 3197 inwoners (volkstelling 2010).